# 美並義人
美並 義人（みなみ よしと、1960年7月23日 - ）は、日本の財務官僚。元東京国税局長、元財務総合政策研究所長。森友学園への国有地売却をめぐる問題で、決裁文書の改ざんが行われた当時、近畿財務局長を務めた。退官後、日本郵便代表取締役副社長。

## 来歴
奈良県出身。大阪教育大学附属高校天王寺校舎を経て、1984年 東京大学法学部第2類（公法コース）卒業。大蔵省入省。関税局企画課、国際金融局総務課調整係長心得、国際金融局調査課企画係長を経て、1989年7月 大阪国税局長浜税務署長。1990年 大蔵省大臣官房文書課長補佐（広報）。1993年 大蔵省主税局総務課長補佐（歳入）。1995年6月 大蔵省主計局総務課長補佐（歳入・国債）。1996年7月 大蔵省主計局主計官補佐（農林水産第四係主査）。1997年 大蔵省主計局主計官補佐（農林水産第三係主査）。1998年 日本貿易振興会チューリッヒ事務所長。2001年7月 財務省大臣官房企画官兼主税局総務課兼主税局調査課兼主税局税制第三課。2002年 財務省大臣官房企画官兼主税局税制第二課。
2003年7月 内閣官房行政改革推進事務局特殊法人等改革推進室参事官。2004年 兼道路関係四公団民営化推進委員会事務局参事官。2005年7月 財務省大臣官房参事官（主計局給与共済課担当）。2007年 財務省主計局主計官（農林水産係担当）。2008年 財務省理財局国有財産企画課長。2009年9月 平野内閣官房長官秘書官事務取扱（兼財務省大臣官房付）。2010年 財務省理財局財政投融資総括課長。2011年7月12日 財務省理財局総務課長。
2012年8月17日、財務省大臣官房審議官（理財局担当）兼理財局総務課長事務取扱。同年8月29日、財務省大臣官房審議官（理財局担当）。2013年6月28日、財務省理財局次長。2014年7月4日 内閣官房内閣審議官（内閣官房副長官補付）兼内閣官房社会保障改革担当室審議官兼内閣官房TPP政府対策本部員。2015年7月7日、財務省主計局次長（筆頭）（農林、文部科学、経済産業、環境、それと司法・警察を担当）。

### 森友学園問題
2016年6月17日、近畿財務局長に就任。その直後の6月20日、近畿財務局は大阪府豊中市の国有地をめぐり、学校法人森友学園との間で売買契約を締結した。売却金額は非公開とされた。
2017年2月9日、朝日新聞が、払い下げの国有地に新設予定の安倍晋三記念小学校の名誉校長が安倍昭恵であること、森友学園側に契約違反があった場合、国が「1億3400万円」で買い戻す特約がついていたこと、森友学園の籠池泰典理事長が売却額が買い戻し特約と同額と認めたこと、売却額は同じ規模の近隣国有地の10分の1であること、籠池が日本会議大阪の役員を務めていることなどを報じた。
同年2月17日、安倍晋三首相は衆議院予算委員会で、新設予定の安倍晋三記念小学校の名誉校長が安倍昭恵であることを野党から指摘されると、「私や妻が関係していたということになれば、まさに私は、それはもう間違いなく総理大臣も国会議員もやめるということははっきりと申し上げておきたい」と答弁した。同年2月26日、財務省は、国有地売却の決裁文書から安倍昭恵、鴻池祥肇の秘書、平沼赳夫の秘書、北川イッセイの副大臣秘書官らに関する記述を「できる限り早急に」削除するよう、近畿財務局の職員7人にメールで指示。近畿財務局は同日から文書の改竄を開始した。安倍首相と籠池の関係を指し示す記述も改竄が行われ、「籠池康博氏は、『日本会議大阪代表・運営委員』を始めとする諸団体に関与」「日本会議と連携する組織として、超党派による『日本会議国会議員懇談会』が平成9年5月に設立され、現在、会長に平沼赳夫議員、副会長に安倍晋三総理らが就任」などの文言が削除された。
同年11月22日、東京大学名誉教授の醍醐聡らによる市民団体「森友・加計問題の幕引きを許さない市民の会」は、地下ごみの確認前に土地を値引きし、国に金8億1900万円相当の損害を与えたとして、美並を背任容疑で東京地検に告発した。
2018年3月7日、近畿財務局の元上席財産管理官の赤木俊夫が自殺。同年5月31日、大阪地検特捜部は、美並ら財務省幹部38人全員を不起訴処分とした。美並は背任、公用文書等毀棄、証拠隠滅等の疑いで告発されていたが、すべて不問とされた。
同年6月4日、財務省は「森友学園案件に係る決裁文書の改ざん等に関する調査報告書」を公表するとともに、退職者2人を含む幹部ら20人の処分を発表した。美並は戒告の懲戒処分を受けた。
同年7月27日、財務省大臣官房付。同年8月3日、財務総合政策研究所長兼会計センター所長に就任。
2019年7月5日、東京国税局長に就任。
2020年3月18日発売の『週刊文春』3月26日号が、総計15ページにわたる森友学園問題の特集記事を組み、赤木が死の直前に書いた手記全文を掲載した。手記には「元は、すべて、佐川理財局長の指示です」「美並局長は、本件に関して全責任を負うとの発言があったと楠管財部長から聞きました」と記されていた。
2021年7月7日、退官。同年11月1日、日本郵便専務執行役員に就任。2023年6月22日、日本郵便代表取締役副社長兼執行役員副社長。2024年6月19日、日本郵政常務執行役（特命担当）。